# Magda Olivero
Magda Olivero, italijanska sopranistka, * 25. marec 1910, Saluzzo, † 8. september 2014, Milano.
Debitirala je v Torinu leta 1932 in že leto kasneje nastopila v milanski Scali. Njena kariera je trajala s presledki skoraj 50 let in jo vodila v operne hiše po vsem svetu.